# I ribelli (programma televisivo)
I ribelli (The Defiant Ones) è un programma televisivo documentario del 2017 prodotto dalla HBO e diretto da Allen Hughes. Divisa in quattro parti, la miniserie si concentra principalmente sulle carriere e sulla collaborazione tra Jimmy Iovine e Dr. Dre, entrambi fondatori della Beats Electronics.

## Episodi
| nº | Titolo originale | Titolo italiano | Prima TV USA   | Pubblicazione Italia |
| -- | ---------------- | --------------- | -------------- | -------------------- |
| 1  | Part 1           | Parte 1         | 9 luglio 2017  | 23 marzo 2018        |
| 2  | Part 2           | Parte 2         | 10 luglio 2017 | 23 marzo 2018        |
| 3  | Part 3           | Parte 3         | 11 luglio 2017 | 23 marzo 2018        |
| 4  | Part 4           | Parte 4         | 12 luglio 2017 | 23 marzo 2018        |

## Accoglienza

### Critica
Il documentario ha ricevuto recensioni generalmente positive. Jon Caramanica del New York Times l'ha definito "lucido, rapido, ambizioso e spesso divertente" e "incredibilmente ricco e ben dotato di risorse". Lorraine Ali del Los Angeles Times ha scritto che "i decenni di lotte e successi che portano a" l'accordo con Apple "rendono questa serie in quattro parti emergente nell'immenso campo di documenti musicali". Jem Aswad di Variety.com ha scritto che il documentario "racconta una storia avvincente e la racconta efficacemente e bene, ma la sua lunghezza eccessiva è un po' difficile da giustificare".